# スタジオじゃっく
スタジオじゃっく（正式名称: 株式会社じゃっく）は、アニメーション制作のうち、背景画の制作を主な事業内容とする日本の企業である。

## 概要
1967年に設立されたアニメスタジオジャックより、背景部門に所属していた鈴木森繁と八村博也が独立し、1970年に有限会社じゃっくとして設立。
当時は代表を鈴木と八村が共同で務めていたが、1997年4月に鈴木が死去。以降は長らく八村が単独で社長職を務める。2013年、八村が会長に退くとともに金村勝義が社長に就任（その後八村は2015年に相談役へ退いた）。
2016年4月25日付で株式会社に改組。
主な代表作としては『ポケットモンスター』シリーズなどが挙げられる。
主にマッドハウス、スタジオコメット、オー・エル・エム、ディオメディア、バンダイナムコピクチャーズ制作作品を中心に背景を手がけている。
また当社の参加作品には、日本国内ではスタジオユニやアトリエローク07、日本国外では大韓民国のARTMAX（アートマックス）、STUDIO BEAM（スタジオビーム）、ArtRain（アートレイン）が参加することが多い。

## 主な参加作品

### テレビシリーズ
- さすらいの太陽 （1971年）
- 国松さまのお通りだい （1971年）
- 科学忍者隊ガッチャマン （1972年-1974年）
- ドラえもん (1973年のテレビアニメ) （1973年）
- リトル・ルルとちっちゃい仲間 （1976年)
- ルパン三世 （1977年-1980年）
- サザエさん  (1980年)
- 太陽の使者 鉄人28号  (1981年)
- 宇宙伝説ユリシーズ31 (1981年)
- サイボットロボッチ  (1982年-1983年)
- 忍者ハットリくん  (1982年-1987年)
- 六神合体ゴッドマーズ  (1982年)
- キャプテン翼  (1983年-1986年)
- 北斗の拳  (1984年-1987年)
- ホワッツマイケル  (1987年)
- おそ松くん (1988年-1989年)
- ドラゴンクエスト （1989年-1991年）
- ハイスクールミステリー学園七不思議 （1991年-1992年）
- ダックにおまかせ ダークウィング・ダック (1991年-1995年）
- まぼろしまぼちゃん （1992年）
- クッキングパパ （1992年-1995年)
- コボちゃん （1992年-1994年）
- ツヨシしっかりしなさい （1992年-1994年）
- 剣勇伝説YAIBA （1993年-1994年）
- 3丁目のタマ うちのタマ知りませんか? （1993年-1994年）
- メタルファイター・MIKU  (1994年)
- X-メン  (1994年)
- キャプテン翼J（1994年-1995年）
- 愛天使伝説ウェディングピーチ （1995年-1996年）
- 飛べ!イサミ （1995年-1996年）
- モジャ公 （1995年-1997年）
- バケツでごはん （1996年）
- 水色時代 （1996年-1997年）
- ケロケロちゃいむ （1997年）
- はいぱーぽりす （1997年）
- スーパーフィッシング グランダー武蔵 （1997年）
- ポケットモンスターシリーズ
  - ポケットモンスター （1997年-2002年）
  - ポケットモンスター ミュウツー! 我ハココニ在リ （2000年）
  - ポケットモンスタークリスタル ライコウ雷の伝説 （2001年）
  - ポケットモンスター アドバンスジェネレーション （2002年-2006年）
  - ポケットモンスター ダイヤモンド&パール （2006年-2010年）
  - ポケットモンスター ベストウイッシュ（2010年-2012年）
  - ポケットモンスター ベストウイッシュ シーズン2（2012年-2013年）
  - ポケットモンスター ベストウイッシュ シーズン2 エピソードN（2013年）
  - ポケットモンスター ベストウイッシュ シーズン2 デコロラアドベンチャー（2013年）
  - ポケットモンスター XY（2013年-2015年）
  - ポケットモンスター XY&Z（2015年-）
- 吸血姫美夕  (1997年-1998年)
- 頭文字D （1998年）
- パニポニ （1998年）
- 発明BOYカニパンシリーズ
  - 発明BOYカニパン （1998年-1999年）
  - 超発明BOYカニパン （1999年）
- マイアミ☆ガンズ  (2000年)
- ビックリマン2000 （1999年-2001年）
- Dr.リンにきいてみて! （2001年-2002年）
- 星のカービィ（2001年-2003年）
- ギャラクシーエンジェル （2001年-2004年）
- テクノライズ  (2003年）
- ホイッスル!（2002年-2003年）
- ごくせん （2004年）
- 陸奥圓明流外伝 修羅の刻 （2004年）
- マシュマロ通信 （2004年-2005年）※美術監督のみ
- GIRLSブラボーシリーズ
  - GIRLSブラボー first season （2004年）
  - GIRLSブラボー second season （2005年）
- スクールランブルシリーズ
  - スクールランブル （2004年-2005年）
  - スクールランブル 二学期 （2006年）
- ピーチガール （2005年）
- トランスフォーマー ギャラクシーフォース （2005年）
- 涼風 （2005年）
- capeta （2005年-2006年）
- ワンワンセレプー それゆけ!徹之進 （2006年-2007年）
- 夢使い （2006年）
- 009-1 （2006年）
- 彩雲国物語 （2006年-2008年）
- おとぎ銃士 赤ずきん （2006年-2007年）
- Gift 〜ギフト〜 eternal rainbow （2006年）
- D.Gray-man （2006年-2008年）
- Saint October （2007年）
- かみちゃまかりん （2007年）
- Devil May Cry （2007年）
- レンタルマギカ （2007年）※第8話
- H2O -FOOTPRINTS IN THE SAND- （2008年）
- 君が主で執事が俺で （2008年）
- 黒塚 （2008年)
- 我が家のお稲荷さま。 （2008年）
- 乃木坂春香の秘密シリーズ
  - 乃木坂春香の秘密 （2008年）
  - 乃木坂春香の秘密 ぴゅあれっつぁ♪ （2009年）
- イナズマイレブンシリーズ
  - イナズマイレブン （2008年-2011年）
  - イナズマイレブンGO （2011年）
- 黒塚 -KUROZUKA- （2008年）
- TYTANIA -タイタニア- （2008年-2009年）
- RIDEBACK （2009年）
- Winter Sonata （2009年）
- 真マジンガー 衝撃!Z編 on television （2009年）
- GA 芸術科アートデザインクラス （2009年）
- 俺たちに翼はない （2011年）
- さくら荘のペットな彼女 （2012年）
- ガールズ&パンツァー （2012年-2013年）
- ブラッドラッド  (2013年)
- 僕らはみんな河合荘 （2014年）
- 悪魔のリドル （2014年）
- 幕末Rock （2014年）
- さばげぶっ! （2014年）
- 東京喰種トーキョーグール （2014年-2015年）
- 美男高校地球防衛部LOVE! （2015年）
- 城下町のダンデライオン （2015年）

### OVA
- エイトマン AFTER (1993年）
- ダーティペア FLASH (1994年-1996年）
- 新リヨン伝説 (1996年・1999年)
- ぶっとび!!CPU （1997年）
- 羊のうた （2003年-2004年）
- ルパン三世 GREEN vs RED  (2008年)
- T.P.さくら 〜タイムパラディンさくら〜 時空樹防衛戦 （2011年）

### 劇場映画
- フリテンくん （1981年）
- 劇場版ポケットモンスターシリーズ （1998年-）
- あらしのよるに （2005年）
- 劇場版 どうぶつの森 （2006年）
- それいけ!アンパンマン よみがえれ バナナ島 （2012年）
- クレヨンしんちゃん 新婚旅行ハリケーン～失われたひろし～（2019年）

### その他
- Dr. ミュージック・ビデオ （2009年）

## 関連人物
- 秋葉みのる
- 相原澄子
- 稲葉靖之
- 春日礼児
- 金村勝義
- 高尾克己
- 高橋和博
- 西倉力
- 武藤正敏
- 黛昌樹
- 鈴木森繁
- 八村博也